# Бечварж, Антонин
Антонин Бечварж (чеш. Antonín Bečvář, 10 июня 1901 − 10 января 1965) — чехословацкий астроном и климатолог.

## Биография
Родился в чешской семье сапожника в Брандисе-над-Лабем, окончил факультете естественных наук Карлова университета в Праге, защитив диссертацию на тему «Облачные системы и краткосрочное прогнозирование погоды в Богемии» в 1934 году. Его карьера астронома-любителя началась в Брандисе, где он обустроил свою первую обсерваторию в 1925—1927 годах. Вскоре он стал известен своей работой, поэтому уже в 1937 году ему дали должность государственного климатолога на государственном курорте Штрбске-Плесо.
Продолжал работать метеорологом на метеостанциях в Высоких Татрах и после расчленения Чехословакии. В 1941 году на горе Скалнате-Плесо основал небольшую высокогорную обсерваторию Скалнате Плесо, оборудованную 24-дюймовым телескопом, и был её директором до 1950. Она стала единственной высотной обсерваторией в позднейшей Чехословакии и одной из самых высотных в Европе. На базе этой обсерватории впоследствии создан Астрономический институт Чехословацкой АН. С момента основания факультета естественных наук Словацкого университета в Братиславе Бечварж читал там лекции по астрономии.
Выполнил многолетнюю серию систематических наблюдений солнечной фотосферы, большое количество фотографических и визуальных наблюдений комет и метеоров. В 1947 начал составление атласов звездного неба, получивших широкое признание во всем мире. Им опубликованы атлас неба с каталогом звезд, спектральные атласы экваториальной зоны от +30 до −30 по склонению и Северного полушария. Составил также атлас типов облаков, встречающихся в горной местности.
В его честь назван кратер на Луне и астероид (4567) Бечварж.